# Encruzilhada (Recife)
Encruzilhada é um bairro do Recife, Pernambuco, integrante da segunda região político-administrativa, na zona norte da cidade.
Seu nome deriva de um cruzamento de linhas férreas.  A linha de trens de Great Western Recife - Limoeiro, de bitola estreita, e a linha de trens até Olinda, que em 1930 foram substituídos por bondes (maxambombas) que iam até o bairro de Beberibe. Nesse cruzamento foi aberta, em 1881, a estação da Encruzilhada, integrante da via férrea Recife-Limoeiro, que era bastante movimentada.
No local do antigo cruzamento de linhas férreas atualmente se cruzam duas grandes avenidas: a Avenida Norte e a Avenida João de Barros. No final desta avenida fica o Largo da Encruzilhada, de onde saem a Avenida Beberibe, a Rua Castro Alves e a Estrada de Belém.
No Largo da Encruzilhada situa-se o centro comercial do bairro, onde estão erguidos o Mercado da Encruzilhada e o monumento em homenagem à travessia transatlântica da aeronave Jahu, realizada em 1927.

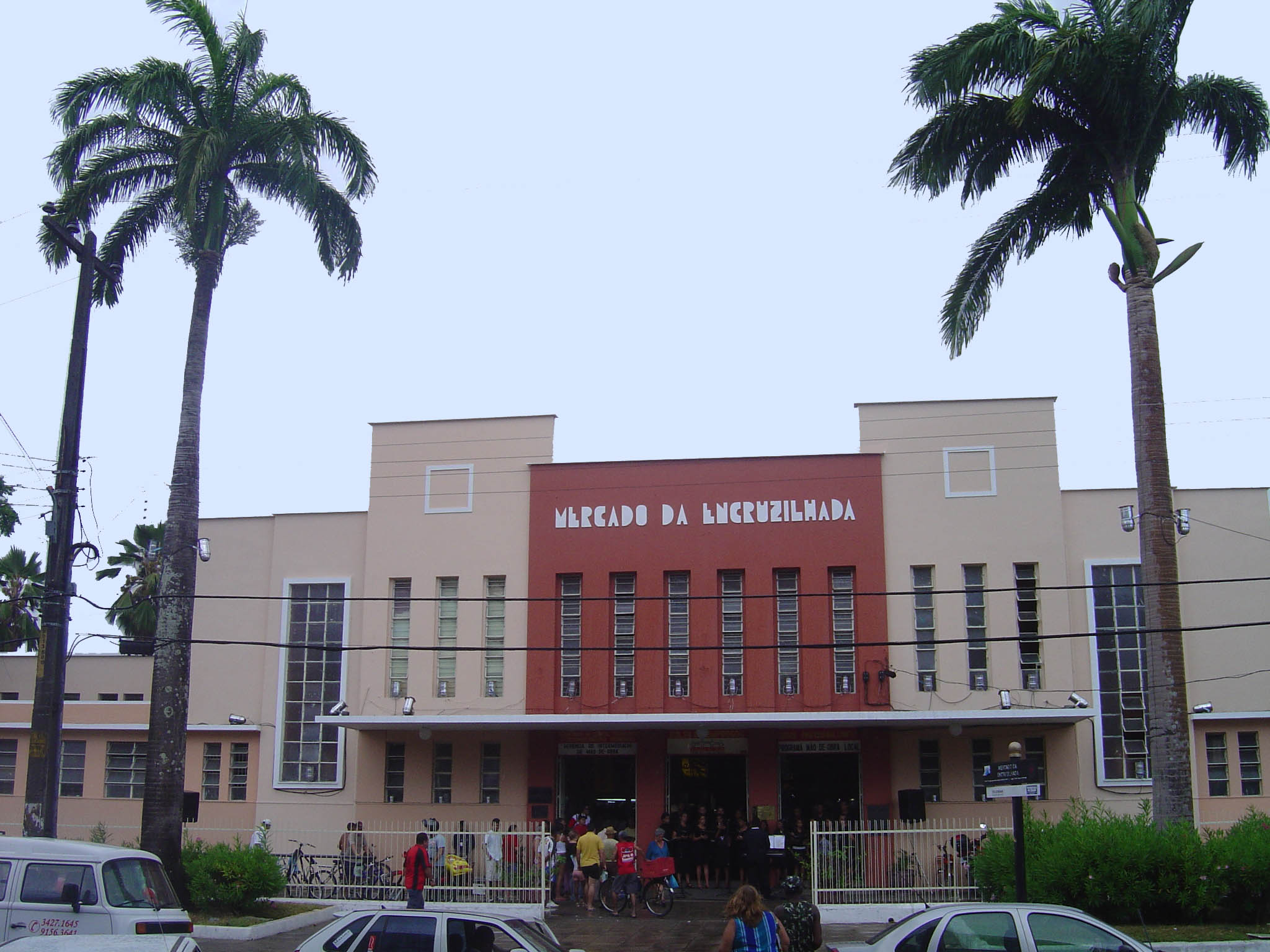
Mercado da Encruzilhada.

O bairro da Encruzilhada tem como vizinhança os bairros de Campo Grande, Hipódromo, Espinheiro, Rosarinho, Torreão, Arruda e Santo Amaro.
Segundo o censo de 2010, o bairro, com área de 101,5 hectares, possuía 11.940 habitantes, apresentando uma densidade demográfica de 111,27 habitantes/ha.
No bairro da Encruzilhada estão edificados o Mercado da Encruzilhada,a Maternidade da Encruzilhada a Igreja de Nossa Senhora do Belém e o Seminário Teológico Pentecostal do Nordeste.